# Camilla Degn
Camilla Larsen Degn (født 19. december 1997 i Randers, Danmark) er en dansk håndboldspiller, der spiller for Viborg HK. Hun var klubkaptajn i Randers HK, hvor hun startede karrieren indtil klubben gik konkurs i 2022.
Derefter skiftede hun til Viborg HK.
Udover traditionel håndbold spiller Degn også Strandhåndbold, hvor hun har været en del af landsholdet.